# 일라나 글레이저
일라나 글레이저(Ilana Glazer, 1987년 4월 12일 ~ )는 미국의 코미디언, 작가, 배우이다. 애비 제이컵슨과 함께 코미디 센트럴의 시트콤 《브로드 시티》의 공동 제작·주연을 맡고 있다.

## 출연 작품
- 펄스 포지티브 (2021)
- 레이디스 나잇 (2017)
- 브로드 시티 (2016)
- 브로드 시티 시즌1 (2014)